# Spółdzielcze własnościowe prawo do lokalu
Spółdzielcze własnościowe prawo do lokalu – ograniczone prawo rzeczowe będące jedną z form korzystania z lokali spółdzielczych. 

## Regulacja prawna
Spółdzielcze własnościowe prawo do lokalu zostało uregulowane w ustawie z dnia 15 grudnia 2000 r. o spółdzielniach mieszkaniowych.

## Powstanie prawa
Od 31 lipca 2007 r. nie ma możliwości ustanawiania spółdzielczego własnościowego prawa do lokalu. Prawo to wcześniej było ustanawiane przez spółdzielnie mieszkaniowe i nadal przysługuje osobom, na rzecz których zostało ustanowione.
Osoba posiadająca spółdzielcze własnościowe prawo do lokalu może założyć księgę wieczystą na to prawo, ale nie jest to konieczne. W przypadku założenia księgi wieczystej w dziale II ujawnia się uprawnionego, a nie właściciela, gdyż właścicielem lokalu jak i budynku nadal pozostaje spółdzielnia, której przysługuje także prawo do gruntu, na którym stoi budynek w postaci własności bądź użytkowania wieczystego.
Nie zawsze jednak założenie księgi wieczystej (KW) dla spółdzielczego własnościowego prawa do lokalu będzie możliwe. Jak stwierdził bowiem Sąd Najwyższy w uchwale z dnia 24 maja 2013 r. (syg. III CZP 104/12) „Spółdzielcze własnościowe prawo do lokalu ustanowione w budynku położonym na gruncie, do którego spółdzielni nie przysługuje własność albo użytkowanie wieczyste, stanowi ekspektatywę tego prawa; niedopuszczalne jest założenie księgi wieczystej w celu jej ujawnienia”. Innymi słowy, jeśli właściciel lokalu (spółdzielnia) nie dysponuje odpowiednim tytułem prawnym do gruntu, nie będzie możliwe założenie księgi wieczystej, a co za tym idzie, nie będzie też możliwe obciążenie tego lokalu np. hipoteką, która wymaga wpisu w KW. Jest to istotna różnica między własnością a spółdzielczym własnościowym prawem do lokalu bez księgi wieczystej.

## Treść prawa
Spółdzielcze własnościowe prawo do lokalu jest ograniczonym prawem rzeczowym. Na jego treść składają się dwa podstawowe uprawnienia: prawo do korzystania z lokalu oraz prawo do rozporządzania swoim prawem, w tym wynajęcia albo oddania do bezpłatnego korzystania zgodnie z przeznaczeniem lokalu. Do tych uprawnień nie jest potrzebna zgoda spółdzielni mieszkaniowej. W razie chęci zmiany przeznaczenia lokalu (np. na lokal użytkowy) potrzebna jest zgoda spółdzielni mieszkaniowej.
Spółdzielcze własnościowe prawo do lokalu jest prawem zbywalnym, przechodzi na spadkobierców i podlega egzekucji, czyli można takie prawo do mieszkania sprzedać, darować, zapisać komuś w testamencie, obciążyć hipoteką. Umowa zbycia spółdzielczego własnościowego prawa do lokalu powinna być zawarta w formie aktu notarialnego. 
Uprawnionym do lokalu jest z zasady członek spółdzielni mieszkaniowej, choć dopuszczalne są odstępstwa.
Z prawem do lokalu związany jest obowiązek wnoszenia do spółdzielni tzw. opłat eksploatacyjnych oraz obowiązek świadczeń na wkład budowlany oraz obowiązek uzupełniania wkładu budowlanego.
W przypadku gdy uprawniony dopuszcza się długotrwałych zaległości z zapłatą opłat lub rażąco bądź uporczywie wykracza przeciwko obowiązującemu porządkowi domowemu, spółdzielnia mieszkaniowa może żądać, aby sąd nakazał sprzedaż jego lokalu w drodze licytacji.

## Wygaśnięcie prawa
Wygaśnięcie prawa może nastąpić z tych samych przyczyn co innych ograniczonych praw rzeczowych, przykładowo może to być zrzeczenia się prawa przez uprawnionego.

## Przekształcenie prawa do lokalu w prawo własności lokalu
Na pisemne żądanie uprawnionego po dokonaniu określonych czynności spółdzielnia zobowiązana jest zawrzeć z uprawnionym umowę o przeniesienie własności lokalu (wykup lokalu). Do sporządzonego wniosku należy dołączyć:
- pisemny wniosek lokatora,
- księgę wieczystą nieruchomości,
- wypis z rejestru gruntów,
- potwierdzenie uregulowania należnych spółdzielni opłat,
- plany techniczne lokalu, kondygnacji i komórek lokatorskich,
- adekwatną uchwałę zarządu.

Wykupu lokalu można dokonać tylko pod warunkiem, że spółdzielnia jest właścicielem lub dzierżawcą wieczystym gruntu, na którym stoi budynek lokatorski.